# Gliceril-etar monooksigenaza
Gliceril-etar monooksigenaza (EC 1.14.16.5, gliceril-etarska monooksigenaza, enzim odvajanja gliceril-etra, gliceril etarska oksigenaza, glicerilna eteraza, O-alkilglicerolna monooksigenaza) je enzim sa sistematskim imenom 1-alkil-sn-glicerol,tetrahidrobiopterin:kiseonik oksidoreduktaza. Ovaj enzim katalizuje sledeću hemijsku reakciju:
1-O-alkil-sn-glicerol + tetrahidrobiopterin + O2 {\displaystyle \rightleftharpoons } 1-O-(1-hidroksialkil)-sn-glicerol + dihidrobiopterin + 2O
Ovaj enzim razlaže alkilglicerole. Za njegovo dejstvo je neophodno gvožđe nevezano za hem, redukovani glutation i fosfolipidi.

## Literatura
- Nicholas C. Price; Lewis Stevens (1999). Fundamentals of Enzymology: The Cell and Molecular Biology of Catalytic Proteins (Third изд.). USA: Oxford University Press. ISBN 019850229X.
- Eric J. Toone (2006). Advances in Enzymology and Related Areas of Molecular Biology, Protein Evolution (Volume 75 изд.). Wiley-Interscience. ISBN 0471205036.
- Branden C; Tooze J. Introduction to Protein Structure. New York, NY: Garland Publishing. ISBN 0-8153-2305-0.
- Irwin H. Segel. Enzyme Kinetics: Behavior and Analysis of Rapid Equilibrium and Steady-State Enzyme Systems (Book 44 изд.). Wiley Classics Library. ISBN 0471303097.
- William P. Jencks (1987). Catalysis in Chemistry and Enzymology. Dover Publications. ISBN 0486654605.

## Spoljašnje veze
- Alkylglycerol+monooxygenase на 